# Grafen von Nellenburg

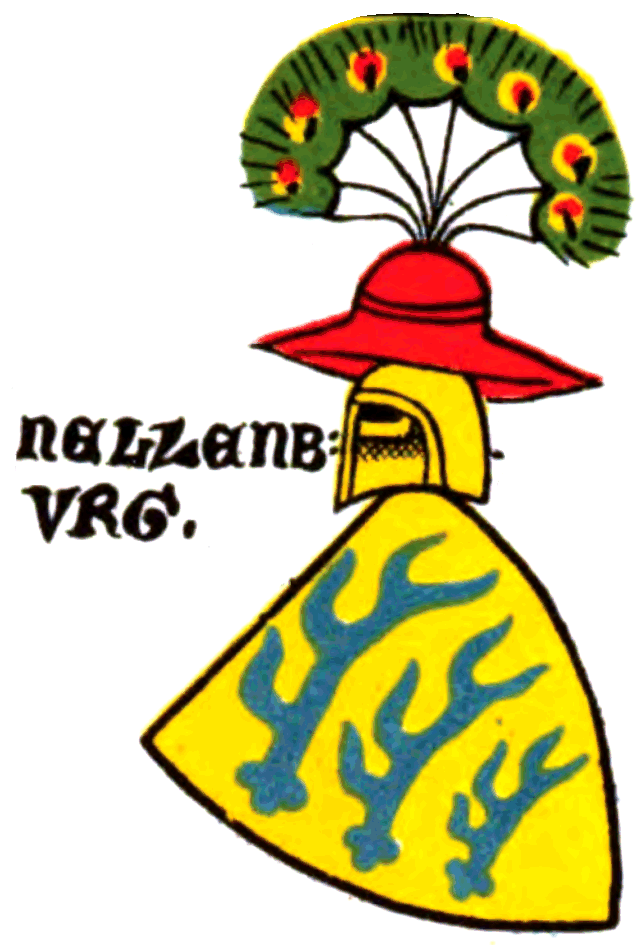
Wappen der Grafen von Nellenburg aus der Zürcher Wappenrolle, ca. 1340

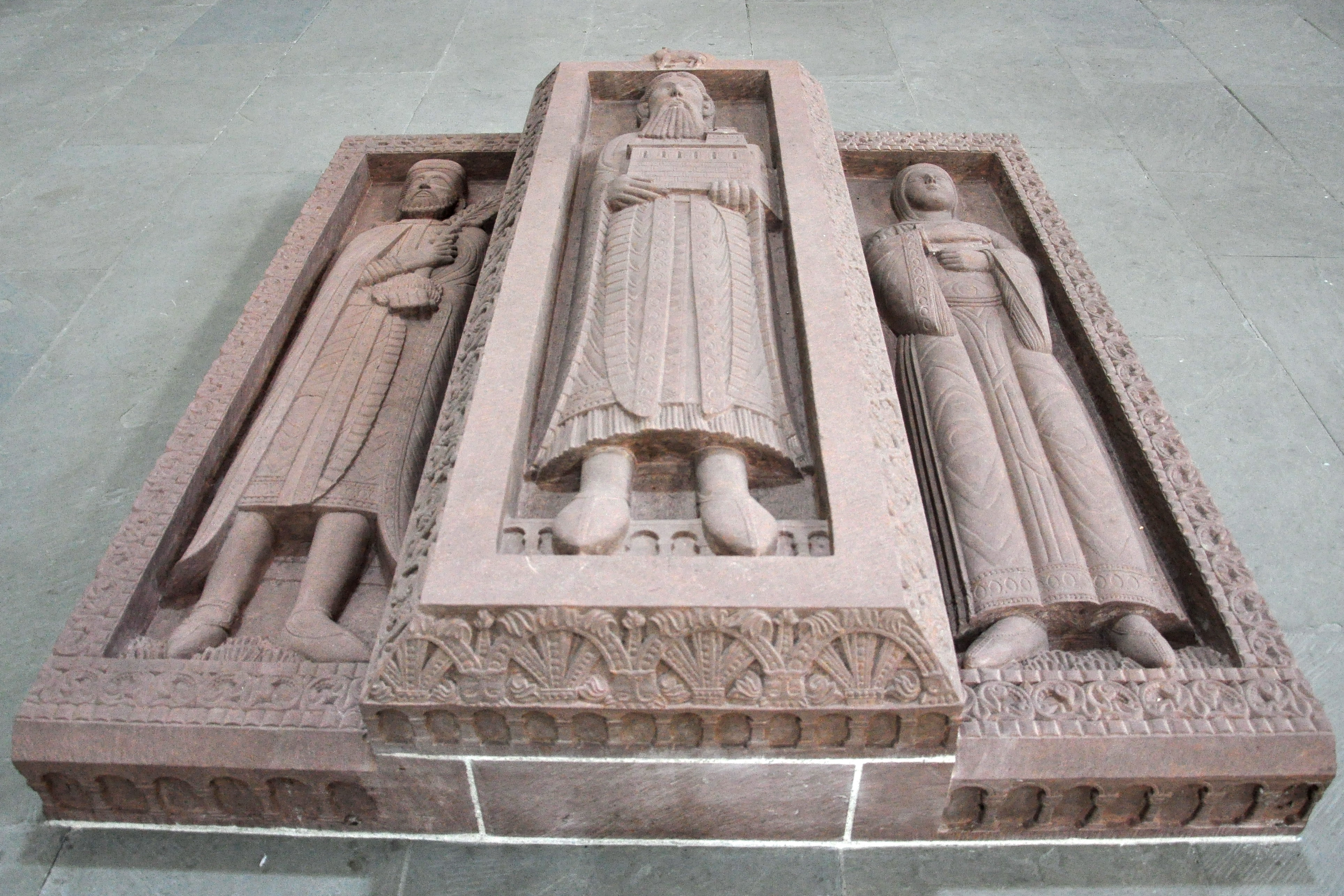
Rekonstruktion der Grablege der Nellenburger im Kloster Allerheiligen: In der Mitte Graf Eberhard I., rechts seine Gemahlin, Gräfin Ita († nach 1100), Gründerin des Doppelklosters St. Agnes, und links ihr Sohn Burkhard († um 1105).

Die Grafen von Nellenburg waren ein bedeutendes Adelsgeschlecht in Südwestdeutschland und der Nordschweiz, das um 1105 im Mannesstamm ausstarb. Ursprünglich – urkundlich erstmals 889 – war das Geschlecht als Grafen im Zürichgau erwähnt.

## Name
Der in der Urkunde von 889 erwähnte Graf Eberhard I. – der nicht mit dem späteren Nellenburger gleichen Namens zu verwechseln ist – wurde der Familie der Eberhardinger zugerechnet. Der Nellenburger Graf Eberhard I. war in der Zählung der Eberhardinger Graf Eberhard VI. In einer Urkunde von 1056 über dessen Stiftungen an das Kloster Reichenau „[UR 6, BAUMANN Nr.4] ist erstmals die für das Geschlecht fortan namensgebende Burg auf dem Nenziger Berg westlich von Stockach erwähnt; offenbar wurde diese kurz vor 1050 erbaut.“

## Geschichte
Grundlegende Quelle für die erste Linie der Nellenburger Grafen ist die als Schaffhauser Stifterbuch bezeichnete Gründergeschichte des Klosters Allerheiligen – beschrieben wird die Zeitspanne von etwa 1050 bis 1105 – [.. die] in drei Handschriften des 14./15. Jahrhunderts und einigen jüngeren, kürzeren Abschriften überliefert (ist).

### Erste Linie
„Erstmals belegt aus dem Grafengeschlecht, das sich später als Nellenburger Geschlecht bezeichnete, ist 889 ein Graf Eberhard (I.) als Graf im Zürichgau. Graf Eppo, der im Stifterbuch geschilderte Vater des Klostergründers – ein Enkel des Thurgaugrafen Eberhard (957 - 971) –, wurde zwischen 980 und 990 geboren, gestorben ist er frühestens 1030.“ 
Graf Eberhard I.
Graf Eberhard (in der alten Erbfolge: Eberhard VI. von Nellenburg), Sohn des Grafen Eppo und im Stifterbuch nur Graf Eberhard genannt, „wird urkundlich 1036/37 erstmals als Graf im Zürichgau“ erwähnt. „1045 erhielt er vom Kaiser Heinrich III. das Münzrecht in Schaffhausen und König Heinrich IV. verlieh ihm 1059 das Münzrecht zu Kirchheim im Neckargau, dessen Grafschaft er ebenfalls innehatte. […] Die wirtschaftliche Absicht, den Handelsweg Neckar – Schaffhausen – Zürich zu kontrollieren, wird daraus ersichtlich. […] Die kulturelle Abstützung durch die Annäherung an das Kloster Reichenau [.. gelang] nicht im gewünschten Sinne, darum erfolgte die eigenständige kulturelle Abstützung in Schaffhausen.“ Eberhard I. von Nellenburg war verheiratet mit Ita, vermutlich aus dem Geschlecht der Grafen von Kirchberg.
Die Grafen von Nellenburg waren auch die Herren der gleichnamigen Landgrafschaft und waren verwandt mit den Burchardingern. Graf Eberhard I., der 1059 auch Graf von Kirchberg war gründete gegen Ende des Jahres 1049 das Benediktinerklosters Allerheiligen bei Schaffhausen. Sein Sohn war Graf Burkhard von Nellenburg, er starb um 1101 ohne Erben.

### Zweite und Dritte Linie
Herrschaft und Name kamen durch Erbschaft an die Herren von Bürglen, die das kurzlebige Zweite Haus der Grafen von Nellenburg begründeten, und um 1170 an die Grafen von Veringen, die nach einer Erbteilung im Jahre 1216 das Dritte Haus stifteten. Vor 1256 vereinigten sie das zu Nellenburg und Stockach gehörige Gebiet mit dem Hegau. 1422 kamen die Landgrafschaft und die Grafschaft durch Erbschaft an die Herren von Tengen, die sie im Jahre 1465 an die Habsburger verkauften.

### Verbleib der Landgrafschaft
1465 bis 1805 gehörte die Landgrafschaft Nellenburg zu Habsburg/Österreich und bildete einen Teil Vorderösterreichs. 1805 kam die zum österreichischen Reichskreis zählende, von mehreren adeligen Herrschaften und Städten durchsetzte Landgrafschaft Nellenburg mit rund 25.000 Einwohnern an Württemberg, 1810 an Baden und schließlich 1951/1952 zu Baden-Württemberg.

## Wappen
Das Wappen der Nellenburger sind drei übereinander liegende Hirschstangen auf goldenem Grund. Mangold, Graf von Veringen (1150 bis 1186), heiratete die Erbtochter der Grafen von Nellenburg und übernahm so das Wappen der Nellenburger. Und als 1195 Graf Hartmann von Württemberg die Erbtochter (Agathe?) des Grafen Mangold von Veringen heiratete, übernahmen die Württemberger das Nellenburger Wappen, das so zum Wappen Württembergs wurde.

## Bekannte Familienmitglieder
- Eberhard VI./I. von Nellenburg (* um 1015; † 26. März 1078/79 / 1. März 1080 im Kloster Allerheiligen, Schaffhausen (Schweiz)), Gründer des Klosters Pfaffen-Schwabenheim im Jahre 1044 und des Benediktinerklosters Allerheiligen in Schaffhausen im Jahr 1049, Gründer der Gemeinde Grafenhausen im Hochschwarzwald im Jahre 1079
- Udo von Nellenburg (* 1030/35, † 11. November 1078 in Tübingen), Erzbischof von Trier von 1067 bis 1077
- Ekkehard II. von Nellenburg (* um 1035/40, † 24. November 1088), Abt des Klosters Reichenau von 1071 bis 1088
- Christoph von Nellenburg-Tengen (* vor 1495; † 1539), Graf und Erbe der Grafen von Nellenburg, Herr zu Tengen mit der Grafschaft Tengen und Herr zu Wehrstein

## Stammliste der Grafen von Nellenburg
A. Burkhard I. im Zürichgau (* um 915/20, † um 968)
A.1 Manegold I. im Zürichgau (* um 940/50, † 991)
A.2 Eberhard IV. im Zürichgau (* um 940, † 995) ⚭ Gisela
A.2.1 Gebhart von Nellenburg (* um 950)
A.3 Gottfried II.im Zürichgau (* 940, † 12. November 995)
1. Eberhard V. (Eppo) von Nellenburg (Sohn des Manegold I. im Zürichgau; * um 980/90, † Febr. ca. 1030/34) ⚭ Hedwig von Egisheim (* um 990, † nach 1044; Tochter des Grafen Gerhard von Egisheim (* um 970, † vor 1004) und der Brigida von Bayern (* um 975, † nach 1004, Heilige, Tochter von Heinrich II. (Bayern) genannt „der Zänker“)
1.1 Burkhard II. von Nellenburg (* um 1009, † 18. Juni 1053)
1.2 Manegold II. von Nellenburg (* um 1010, † 17. August 1030)
1.3 Eberhard VI. von Nellenburg (genannt „der Selige“; * um 1015, † 26. März 1078/1. März 1080) ⚭ Ita (* 1015, † 26. Feb.1106), vermutlich aus dem Geschlecht der Grafen von Kirchberg
1.3.1 Adelhaid von Nellenburg ⚭ vermutlich Arnold aus dem Geschlecht der Grafen von Lauffen; * um 1030)
1.3.2 Udo von Nellenburg (* 1030/35, † 11. November 1078)
1.3.3 Eberhard VII. von Nellenburg (* um 1035, † 9. Juni 1075), gefallen bei Homburg an der Unstrut
1.3.3.1 (?) Dietrich von Bürglen und von Nellenburg (* um 1060, † nach 6. Juni 1108)
1.3.3.1.1 Eberhard VIII. von Bürglen
1.3.3.2 Adalbert II. Graf von Mörsberg und Dill (* um 1070, † 30. August 1125) ⚭ Tochter von Dietrich von Mousson aus dem Haus Scarponnois.
1.3.3.2.1 Mechthild ⚭ Meginhard von Sponheim
1.3.4 Ekkehard II. von Nellenburg (* um 1035/40, † 24. November 1088)
1.3.5 Heinrich von Nellenburg (* um 1040, † 9. Juni 1075), gefallen bei Homburg an der Unstrut
1.3.6 Burkhard III. von Nellenburg (* um 1050, † 21. Januar 1101 oder 1102 bzw. „um 1105“)  ⚭ Hedwig (Hadewich) († nach 26. Februar 1105; Tochter eines Grafen aus Sachsen)
1.3.7 Adalbert von Nellenburg (* um 1040/50, † bald nach 1050)
1.3.8 Irmengard von Nellenburg ⚭ Diethelm II. Graf von Toggenburg
2. Irmgard von Nellenburg (* um 990/1000) ⚭ Werner von Winterthur
N.1 Eberhard von Nellenburg (* 1243, † 1253)
1.1 Manegold von Nellenburg ⚭ Agnes (Tochter des Grafen Walter von Eschenbach und der Kunigunde von Schwarzenberg)
1.1 Agnes von Nellenburg († 1325) ⚭ Friedrich II. von Zollern-Schalksburg († vor April 1318)